# 55755 Blythe
55755 Blythe è un asteroide della fascia principale. Scoperto nel 1991, presenta un'orbita caratterizzata da un semiasse maggiore pari a 2,3490620 UA e da un'eccentricità di 0,1590678, inclinata di 3,73159° rispetto all'eclittica.
Dal 14 giugno al 6 agosto 2003, quando 58084 Hiketaon ricevette la denominazione ufficiale, è stato l'asteroide denominato con il più alto numero ordinale. Prima della sua denominazione, il primato era di 54439 Topeka.
L'asteroide è dedicato a Blythe Andra Lowe, moglie dello scopritore.